# Carcere di Maze
Il carcere di Maze (HM Prison Maze) è stato un carcere del Regno Unito situato nella località di Long Kesh, nell'Irlanda del Nord, che si trova vicino a Lisburn, nella contea di Antrim. È anche citato come carcere di Long Kesh.
La località di Long Kesh era il luogo dove si trovava un vecchio campo di aviazione della RAF risalente alla seconda guerra mondiale che venne usato dal governo britannico dal 1971 in avanti per ospitare i detenuti e gli internati senza processo durante i Troubles in Irlanda del Nord.
Nel 1976 venne inaugurata la parte nuova del carcere, ribattezzato Maze, costituita da 8 edifici a un piano di cemento armato a forma di H che divennero noti come Blocchi H (H-Blocks). I Blocchi H divennero famosi in tutto il mondo nel 1981 quando vi si svolse uno sciopero della fame dei detenuti repubblicani dell'IRA e dell'INLA durante il quale morirono 10 detenuti.
Nel 1983 il carcere di Long Kesh fece un'altra volta notizia quando, il 25 settembre, ci fu una evasione di 38 detenuti dell'IRA in quella che è la più grossa evasione della storia del sistema carcerario britannico.
Nel 2000 il carcere di Maze è stato chiuso ufficialmente; la maggior parte dei famigerati "H blocks" è stata abbattuta.